# Polycitor subarborensis
Polycitor subarborensis är en sjöpungsart som beskrevs av Kott 1957. Polycitor subarborensis ingår i släktet Polycitor och familjen Polycitoridae. Inga underarter finns listade i Catalogue of Life.